# Any Way the Wind Blows
Any Way the Wind Blows es el tercer y último libro de la serie literaria juvenil Simon Snow escrito por la autora Rainbow Rowell en 2021. Wayward Son precede a este libro. En esta novela Simon decidirá si quiere continuar perteneciendo al mundo de los hechiceros, y si no lo hace, cuales serían las consecuencias.

## Argumento
En Any Way the Wind Blows, Simon, Baz, Penelope y Agatha tienen que decidir cómo seguir adelante.
Para Simon, eso significa decidir si todavía quiere ser parte del Mundo de los Hechiceros, y si no lo hace, ¿qué significa eso para su relación con Baz? Mientras tanto, Baz se debate entre dos crisis familiares y no encuentra tiempo para hablar con nadie sobre sus nuevos conocimientos sobre vampiros. A Penelope le encantaría ayudar, pero ha introducido clandestinamente a un estadounidense normal en Londres y ahora no está segura de qué hacer con él. ¿Y Agatha? Bueno, Agatha Wellbelove ya ha tenido suficiente.
Any Way the Wind Blows lleva a la pandilla de regreso a Inglaterra, de regreso a Watford, y de regreso a sus familias para su aventura más larga y desgarradora hasta ahora.

## Personajes
- Simon Snow Salisbury
- Tyrannus Basilton Grimm Pitch
- Penelope Bunce
- Shepard
- Agatha Wellbelove